# Пача (Словаччина)
Пача (словац. Pača) — село в окрузі Рожнява Кошицького краю Словаччини, історична область Гемера. Площа села 18,94 км². Станом на 31 грудня 2016 року в селі проживало 590 жителів.

## Історія
Перші згадки про село датуються 1338 роком.

## Населення
| Рік:            | 1994. | 2004.   | 2014.   | 2024.    |
| --------------- | ----- | ------- | ------- | -------- |
| Кількість осіб: | 667   | 652     | 600     | 524      |
| Різниця:        |       | -2,24 % | -7,97 % | -12,66 % |

| Рік:            | 2023. | 2024.   |
| --------------- | ----- | ------- |
| Кількість осіб: | 529   | 524     |
| Різниця:        |       | -0,94 % |